# Bashimyzon
Bashimyzon — рід коропоподібних риб родини гастромизонових (Gastromyzontidae). Включає два види. Поширений у прісних водоймах на півдні Китаю.

## Назва
Назва роду походить від слова «Bashi» (чжуан. 岜是), місцевої назви гори Дамінгшань у мові національності чжуанів, і латинського myzon, загального суфікса, який використовується в родині Balitoridae.

## Опис
Цей рід має невеликий зябровий отвір над основою грудного плавця та короткі грудні плавці, що розширюються назад, за межами вставок тазового плавника, обидві ознаки об'єднані, щоб відокремити його від усіх визнаних на даний момент родів гастромизонтид, крім Erromyzon і Protomyzon, але відрізняються від двох родів у тому, що вони мають більший проміжок між заднім краєм ока та вертикаллю через вставку грудного плавця та дуже малі м'ясисті частки позаду верхньощелепних основ. Він також відрізняється від свого найбільш подібного роду Erromyzon тим, що має відносно більший зябровий отвір, менше розгалужених променів грудних плавців, складених до тіла, і більше розташовані грудні плавці з коротшою основою плавця.

## Види
- Bashimyzon damingshanensis (Xiu & Yang, 2017)
- Bashimyzon cheni Gong & Zhang, 2024